# 西仓鸮

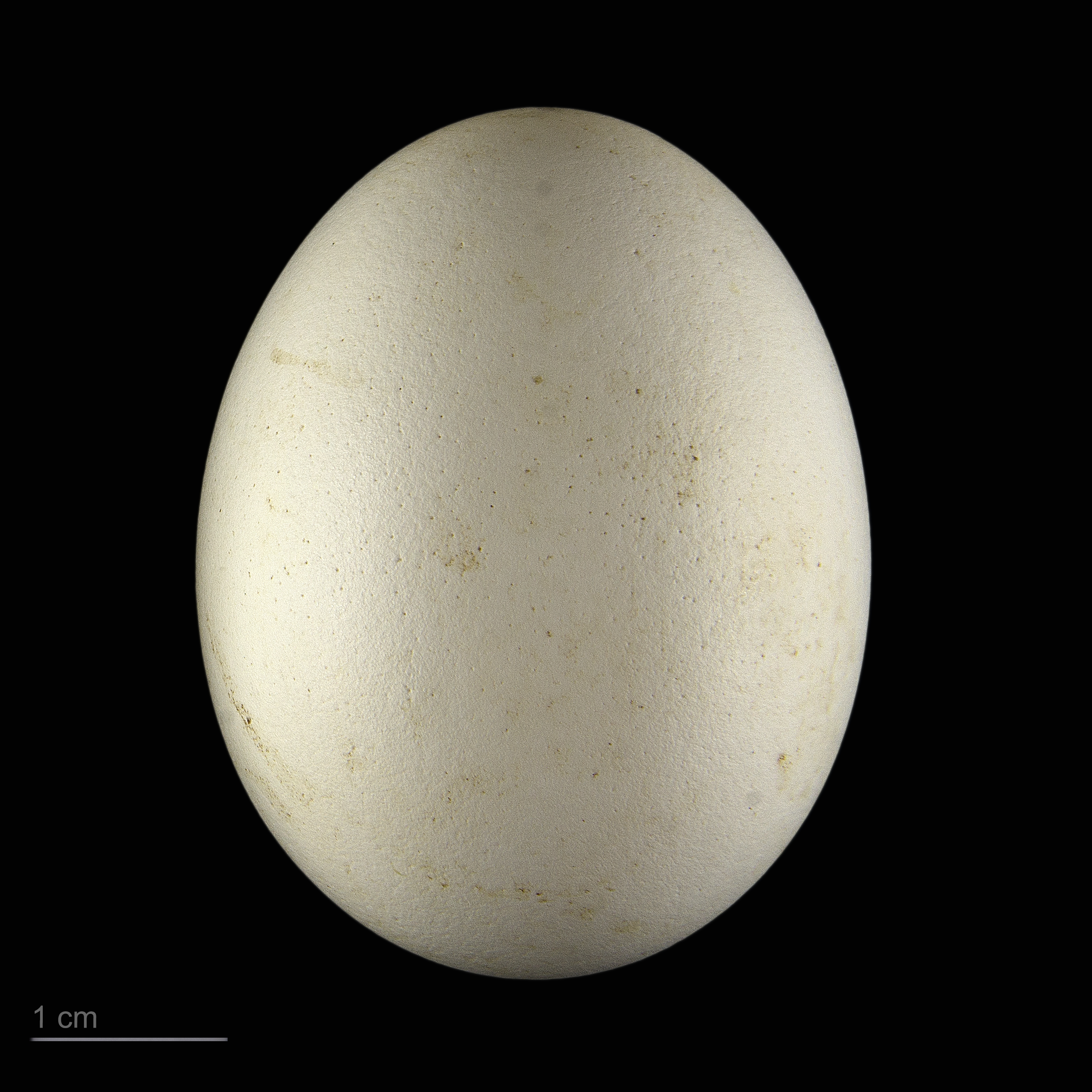
卵 Tyto alba guttata

西仓鸮（学名：Tyto alba）或称西方仓鸮，是分布最广的猫头鹰种类，也是所有鸟类中分布最广的之一，属于鸮形目中两科之一的草鸮科。它广布于欧洲和非洲，除了極地、荒漠等外。不同亚种间的体型和颜色差异很大，但体长大多在33至39厘米之间，翼展在80到95厘米之间。头背部的羽毛为斑驳的灰色或棕色，下体呈白色至棕色，有时带暗色斑点。面盘是标志性的心形，大部分亚种为白色。
绝大部分西仓鸮为夜行性动物，但在英国和一些太平洋岛屿，它们也在日间狩猎。西仓鸮擅长猎杀地面上的动物，几乎所有的猎物为小型哺乳动物。它们的听觉十分敏锐，通过听声辩位的方式捕捉猎物。它们为终身配偶制，若配偶被杀，新的配对才可能会形成。繁殖时间视所处地域而定，每窝平均产4只蛋，营巢于空树洞、旧房屋或壁岩洞中。雌鸟负责孵蛋，雄鸟为雌鸟和雏鸟提供食物。当大量小型猎物能被轻易取得时，西仓鸮的数量会快速增长。它们在全球范围被评估为无危物种，但部分地区的一些亚种受威胁的程度较高。

## 生态环境
仓鸮是一种生活在开阔地区的鸟类，可见于农田或一些夹杂着树林的草地。其栖息地通常海拔不超过2,000米，但在热带地区有时可达3,000米（比如在埃塞俄比亚的德瓜坦比恩山脉）。这种猫头鹰更喜欢在树林边缘或邻近牧场的草地上觅食。

## 分布地域
分布于欧洲（东北部除外）、阿拉伯半島、非洲（撒哈拉沙漠地区除外）和马达加斯加岛。

## 特征
仓鸮头大而圆，面盘白色，有时沾棕，眼先棕色，眼周浅棕色；面盘四周围有一棕色或橙黄色领环，颈侧及肩浅棕黄色，微具黑褐色及白色斑点；其余上体浅灰色，羽缘棕黄色，各羽遍布浅褐色虫蠹细斑，近末端处有黑缘的白点；尾下覆羽白色；覆腿羽浅棕赭色，亦具稀疏的灰黑色斑点。成鸟体长33-39厘米，双翅展开有80-95厘米。

## 亚种
仓鸮目前已被识别的亚种有20至30种，主要在体型比例、大小和颜色方面存在差异。仓鸮在颜色上呈现多样性，指名亚种以及erlangeri和niveicauda呈现几乎米白色的羽色，而contempta近乎黑褐色。分布于岛屿上的亚种通常较大陆上的亚种要小，栖息在森林中的仓鸮羽毛较暗，翅膀较短，而生活在开阔草地的则有较亮的羽色。
- 指名亚种（学名：Tyto alba alba）分布于欧洲西部和南部（包括巴利亚利群岛和西西里岛）到土耳其北部；亦达加纳利群岛（特内里费、大加那利、耶罗），和非洲北部，从摩洛哥到埃及（西奈除外），南至毛里塔尼亚、阿尔及利亚南部，尼日尔和苏丹东北部。
- 云南亚种（学名：Tyto alba stertens）分布于缅甸、泰国、马来西亚、中南半岛、印度尼西亚和中国云南勐海，是中国境内分布的唯一亚种。

## 食物
啮齿动物和其他小型哺乳动物在其食物中占超过百分之九十的比例。鸟类也是猎物之一，此外还有蜥蜴、两栖动物、鱼类、蜘蛛和昆虫。

## 繁殖
西倉鴞每年繁殖2次，第一次從3月到6月初，第2次從9月到12月，每窝产卵2到7枚。野生西仓鸮一般活到5－11年。